# تماس (فیلم ۱۹۹۲)
تماس (به انگلیسی: Contact) یک فیلم کوتاه آمریکایی محصول سال ۱۹۹۲ میلادی به کارگردانی جاناتان داربی است.

## خلاصه داستان
دو سرباز (یک عرب، دیگری آمریکایی) در زمان جنگ در صحرا به امید کشته شدن یکدیگر رو در رو می‌شوند، اما آنها باید با همکاری یک دیگر زنده بمانند.

## بازیگران
- الیاس کوتیاس در نقش موهان
- برد پیت در نقش کاکس
- جی تی والش به عنوان ستوان رادیو

## جوایز
در سال ۱۹۹۳ نامزد جایزه جایزه اسکار بهترین فیلم کوتاه اکشن شد.